# Tupolev ANT-10
Tupolev ANT-10 (còn gọi là R-7) là một mẫu thử máy bay trinh sát/ném bom hạng nhẹ 1 động cơ của Liên Xô trong thập niên 1930.

## Tính năng kỹ chiến thuật
Dữ liệu lấy từ Tupolev: The Man and His Aircraft
Đặc tính tổng quan
- Kíp lái: 2
- Chiều dài: 10,9 m (35 ft 9 in)
- Sải cánh: 15,2 m (49 ft 10 in)
- Chiều cao: 3,6 m (11 ft 10 in)
- Diện tích cánh: 49 m2 (530 foot vuông)
- Trọng lượng rỗng: 1.720 kg (3.792 lb)
- Trọng lượng có tải: 2.920 kg (6.437 lb)
- Động cơ: 1 × BMW VI , 370 kW (500 hp)

Hiệu suất bay
- Vận tốc cực đại: 235 km/h (146 mph; 127 kn)
- Tầm bay: 1.100 km (684 mi; 594 nmi)
- Thời gian bay: 5 h [2]
- Trần bay: 5.500 m (18.045 ft)
- Thời gian lên độ cao: 3,1 phút lên độ cao 1.000 m (3.280 ft)[2]

Vũ khí trang bị

- Súng: 2× súng máy PV-1
- Bom: 500 kg (1.100 lb)